# Misión de Rahue
Es un sector rural de la comuna de Osorno, ubicado a 8 kilómetros de esta ciudad junto a la ribera occidental del Río Rahue. Aquí se encuentra la Escuela Rural de Virgen de la Candelaria y el Santuario Virgen de la Candelaria. La que se celebra cada 2 de febrero con una peregrinación nocturna que comienza a las 04:30 de la madrugada en la Gruta Virgen de Lourdes en la ciudad de Osorno, tras varias detenciones, la ceremonia principal se realiza en la Misión de Rahue. La procesión es acompañada de bandas de música y cortejo tradicional con la participación de las comunidades indígenas de Cuínco y Quilacahuín, la ceremonia principal es presidida por el Obispo de Osorno y reúne a miles de feligreses cada año.

## Historia
En el año de 1794, tras el Parlamento de Las Canoas, se instala en el Río Rahue junto al estero Cuinco la Misión San Juan Capistrano de Coyunco. En el año 1851 esta misión se suprime y es reabierta en 1858 en la ribera oeste del Río Rahue bajo el nombre de Misión de Rahue y dedicada a la Virgen de la Candelaria y a San Antonio de Padua.

## Accesibilidad y transporte
Se accede a él por la Ruta U-22 se encuentra a 7,8 km de Osorno.